# SN 1954U
SN 1954U – supernowa odkryta 5 września 1954 roku w galaktyce A235854-0536. W momencie odkrycia miała maksymalną jasność 17,80m.